# Organism multicelular
Organismele multicelulare sau pluricelulare sunt organismele care sunt formate din mai multe celule, în contrast cu cele unicelulare. 
Toate speciile de animale, plantele terestre și cele mai multe ciuperci sunt multicelulare, la fel ca majoritatea algelor, în timp ce doar câteva organisme sunt unicelulare sau parțial multicelulare, cum ar fi mucegaiurile de nămol și sarcodinele, ca de exemplu genul Dictyostelium.
Primele dovezi ale multicelularității provin de la organisme asemănătoare cianobacteriilor care au trăit acum 3–3,5 miliarde de ani.
Organismele pluricelulare apar în diferite moduri, de exemplu prin diviziune celulară. Organismele coloniale sunt rezultatul multor indivizi identici care se unesc pentru a forma o colonie (coral). Cu toate acestea, deseori poate fi greu să le separi de adevăratele organisme multicelulare, deoarece cele două concepte nu sunt distincte; acestea au fost numite „pluricelulare” mai degrabă decât „multicelulare”.